# 77 km (obwód kałuski)
77 km (ros. 77 км) – przystanek kolejowy w miejscowości Iznoski, w rejonie iznoskim, w obwodzie kałuskim, w Rosji. Położony jest na linii Wiaźma – Kaługa.